# Gaston Hains
Gaston Hains (* 10. September 1921 in Drummondville, Québec, Kanada; † 5. Juli 1986 in Dupuy) war ein kanadischer Geistlicher und römisch-katholischer Bischof von Amos.

## Leben
Gaston Hains empfing am 15. Juni 1946 durch den Weihbischof in Montréal, Joseph-Conrad Chaumont, das Sakrament der Priesterweihe.
Am 28. August 1964 ernannte ihn Papst Paul VI. zum Titularbischof von Belesasa und zum Weihbischof in Saint-Hyacinthe. Der Apostolische Delegat in Kanada, Erzbischof Sergio Pignedoli, spendete ihm am 18. Oktober desselben Jahres die Bischofsweihe; Mitkonsekratoren waren der Weihbischof in Sainte-Anne-de-la-Pocatière, Louis Joseph Jean Marie Fortier, und der Bischof von Saint-Hyacinthe, Arthur Douville. Hains nahm an der dritten und vierten Sitzungsperiode des Zweiten Vatikanischen Konzils teil.
Papst Paul VI. ernannte ihn am 13. Juni 1967 zum Koadjutorbischof von Amos. Am 31. Oktober 1968 wurde Gaston Hains in Nachfolge des zurückgetretenen Joseph Louis Aldée Desmarais Bischof von Amos. Am 19. April 1978 nahm Paul VI. das von Gaston Hains vorgebrachte Rücktrittsgesuch an.